# Ichneumon flavipes
Ichneumon flavipes är en stekelart som beskrevs av Geoffroy 1785. Ichneumon flavipes ingår i släktet Ichneumon och familjen brokparasitsteklar. Inga underarter finns listade i Catalogue of Life.